# Олександр-Ілля Немирич
Олександр-Ілля Немирич (д/н — після 1754) — земський урядник, волинський зем'янин, меценат часів Речі Посполитої.

## Життєпис
Походив з магнатського роду Немиричів гербу Клямри, Олевської гілки. Єдиний син Юзефа Кароля Немирича і Гелени Красицької. Дата народження невідома, знано, що в рік смерті батька (1680) він був ще дитиною. Опинився під опікою матері. В цей час за підбуренням сусідів кармелітський кляштор виступив проти Немиричів. Тому мати Олександра-Іллі запросила на допомогу родича покійного чоловіка — Теодора Немирича. Останній протягом 1681—1685 років декілька разів захоплював і грабував кляштор кармелітів та їх костел. Зрештою 1685 року сторони дійшли мирової згоди.
У 1692 році вступив у майнову суперечку з кармелітами. Судові справи тягнулися до 1702 року. В 1712 році за власний кошт звів новий костел кармелітів у Олевську. Того ж року стає київським ловчим. Невдовзі отримує староство новоселецьке.
У 1717—1720 роках вів судові супречки з вуйком Каролем Красицьким за Янівський маєток, що входив до Велицького ключа. Ним батько Олександра-Іллі володів пожиттєво. Втім спроби Олександра-Іллі Немирича набути цей маєток виявилися марними.
У 1724—1735 роках перебував на посаді київського земського судді. Помер близько 1754 року, оскільки в цей час заповів на потреби кармелітського кляштора 2 тис. злотих. Більше згадок про нього немає.

## Родина
- Тадеуш (д/н — 1793), київський стольник.
- Текля, дружина Ігнація Немирича з черняхівської гілки.